# CP série 3400
 (septembre 2022).
Si vous disposez d'ouvrages ou d'articles de référence ou si vous connaissez des sites web de qualité traitant du thème abordé ici, merci de compléter l'article en donnant les références utiles à sa vérifiabilité et en les liant à la section « Notes et références ».
La série 3400 est une série de automotrices électriques de la compagnie Comboios de Portugal (CP, la compagnie des chemins de fer portugais), construite par Bombardier et Siemens.

## Production
- Voitures IA300 : 9 0 94 9 193401 à 9 0 94 9 193434
- Voitures IA400 : 9 0 94 9 193451 à 9 0 94 9 193484
- Voitures EA100 : 9 0 94 5 003401 à 9 0 94 5 003434
- Voitures EA200 : 9 0 94 5 003451 à 9 0 94 5 003484

Les bogies des voitures EA200/IA400, IA400/IA300 et IA300/EA100 sont motorisés.